# Cryptotis monteverdensis
Cryptotis monteverdensis is een zoogdier uit de familie van de spitsmuizen (Soricidae). De soort komt voor in Costa Rica.

## Verspreiding
Cryptotis monteverdensis slechts bekend van één exemplaar. Het holotype, een vrouwelijk dier, werd in 1973 gevangen in het Monteverde Cloud Forest Reserve in de Cordillera de Tilarán. Dit specimen kwam in de collectie van het University of Kansas Natural History Museum en werd uiteindelijk in 2017 wetenschappelijk beschreven. Het leefgebied van Cryptotis monteverdensis is nevelwoud op een hoogte van ongeveer 1.550 meter boven zeeniveau.

## Uiterlijk
Cryptotis monteverdensis is de grootst bekende spitsmuis in Costa Rica met een lengte van 80 mm. Het dier heeft een lange staart van 46 mm.